# Centro Giovanile Virescit Boccaleone 1987-1988
Questa voce raccoglie le informazioni riguardanti il Centro Giovanile Virescit Boccaleone nelle competizioni ufficiali della stagione 1987-1988.

## Rosa
| N. |                   | Ruolo | Calciatore          |
| -- | ----------------- | ----- | ------------------- |
|    | Italia (bandiera) | A     | Luciano Adami       |
|    | Italia (bandiera) | D     | Tommaso Astolfi     |
|    | Italia (bandiera) | C     | Claudio Benaglia    |
|    | Italia (bandiera) | A     | Alberto Cambiaghi   |
|    | Italia (bandiera) | D     | Pierluigi Carpineti |
|    | Italia (bandiera) | P     | Claudio Del Bello   |
|    | Italia (bandiera) | C     | Oreste Didonè       |
|    | Italia (bandiera) | C     | Alfio Filosofi      |
|    | Italia (bandiera) | D     | Daniele Fortunato   |
|    | Italia (bandiera) | C     | Claudio Foscarini   |

| N. |                   | Ruolo | Calciatore              |
| -- | ----------------- | ----- | ----------------------- |
|    | Italia (bandiera) | D     | Luca Giorgi             |
|    | Italia (bandiera) | D     | Claudio Mandotti        |
|    | Italia (bandiera) | A     | Gabriele Messina        |
|    | Italia (bandiera) | D     | Marco Monti             |
|    | Italia (bandiera) | C     | Marino Palese           |
|    | Italia (bandiera) | P     | Giambattista Piacentini |
|    | Italia (bandiera) | C     | Stefano Salvatori       |
|    | Italia (bandiera) | D     | Roberto Sigoli          |
|    | Italia (bandiera) | A     | Marco Simone            |

## Risultati

### Serie C1

#### Girone di andata
| 20 settembre 1987 1ª giornata | Virescit Bergamo | 0 – 0 | Lanerossi Vicenza |  |

| 27 settembre 1987 2ª giornata | Ospitaletto | 1 – 2 | Virescit Bergamo |  |

| 4 ottobre 1987 3ª giornata | Virescit Bergamo | 1 – 0 | Fano |  |

| 11 ottobre 1987 4ª giornata | Trento | 2 – 0 | Virescit Bergamo |  |

| 18 ottobre 1987 5ª giornata | Virescit Bergamo | 2 – 1 | Livorno |  |

| 25 ottobre 1987 6ª giornata | Virescit Bergamo | 1 – 0 | Lucchese |  |

| 1º novembre 1987 7ª giornata | Monza | 0 – 0 | Virescit Bergamo |  |

| 8 novembre 1987 8ª giornata | Virescit Bergamo | 2 – 1 | Vis Pesaro |  |

| 15 novembre 1987 9ª giornata | Ancona | 2 – 1 | Virescit Bergamo |  |

| 22 novembre 1987 10ª giornata | Virescit Bergamo | 2 – 0 | Prato |  |

| 29 novembre 1987 11ª giornata | Reggiana | 1 – 0 | Virescit Bergamo |  |

| 6 dicembre 1987 12ª giornata | Virescit Bergamo | 2 – 1 | Spezia |  |

| 13 dicembre 1987 13ª giornata | Centese | 0 – 0 | Virescit Bergamo |  |

| 20 dicembre 1987 14ª giornata | Derthona | 1 – 3 | Virescit Bergamo |  |

| 3 gennaio 1988 15ª giornata | Virescit Bergamo | 0 – 0 | Pavia |  |

| 10 gennaio 1988 16ª giornata | Rimini | 2 – 0 | Virescit Bergamo |  |

| 17 gennaio 1988 17ª giornata | Virescit Bergamo | 2 – 0 | SPAL |  |

#### Girone di ritorno
| 24 gennaio 1988 18ª giornata | Lanerossi Vicenza | 2 – 2 | Virescit Bergamo |  |

| 31 gennaio 1988 19ª giornata | Virescit Bergamo | 5 – 2 | Ospitaletto |  |

| 7 febbraio 1988 20ª giornata | Fano | 0 – 2 | Virescit Bergamo |  |

| 21 febbraio 1988 21ª giornata | Virescit Bergamo | 0 – 0 | Trento |  |

| 28 febbraio 1988 22ª giornata | Pro Livorno | 2 – 2 | Virescit Bergamo |  |

| 6 marzo 1988 23ª giornata | Lucchese | 0 – 1 | Virescit Bergamo |  |

| 13 marzo 1988 24ª giornata | Virescit Bergamo | 0 – 2 | Monza |  |

| 20 marzo 1988 25ª giornata | Vis Pesaro | 0 – 1 | Virescit Bergamo |  |

| 2 aprile 1988 26ª giornata | Virescit Bergamo | 0 – 2 | Ancona |  |

| 10 aprile 1988 27ª giornata | Prato | 2 – 0 | Virescit Bergamo |  |

| 17 aprile 1988 28ª giornata | Virescit Bergamo | 2 – 2 | Reggiana |  |

| 24 aprile 1988 29ª giornata | Spezia | 2 – 2 | Virescit Bergamo |  |

| 8 maggio 1988 30ª giornata | Virescit Bergamo | 3 – 1 | Centese |  |

| 15 maggio 1988 31ª giornata | Virescit Bergamo | 2 – 0 | Derthona |  |

| 22 maggio 1988 32ª giornata | Pavia | 1 – 2 | Virescit Bergamo |  |

| 29 maggio 1988 33ª giornata | Virescit Bergamo | 4 – 1 | Rimini |  |

| 5 giugno 1988 34ª giornata | SPAL | 4 – 1 | Virescit Bergamo |  |